# Scuola di Brentano
Con il termine Scuola di Brentano si fa riferimento ai filosofi e psicologi che studiarono con Franz Brentano e furono essenzialmente influenzati da lui. Anche se non fu una scuola vera e propria, Brentano cercò di mantenere una certa ortodossia e coesione tra i suoi studenti. È notevole il fatto che i suoi studenti più famosi (Edmund Husserl e Alexius Meinong) furono proprio quelli che andarono più radicalmente oltre le sue teorie. Molti tra gli allievi di Brentano furono a loro volta maestri di una scuola o una corrente di pensiero: si pensi alla fenomenologia (Husserl), l'idea di Gestalt (von Ehrenfels), etc.

## Esponenti
Tra i membri della scuola di Brentano si annoverano i seguenti (tra parentesi università e anni di studio con Brentano):
- Rudolf Steiner (Vienna, 1879 - 1883)
- Carl Stumpf (Würzburg, 1866 - 1870)
- Edmund Husserl (Vienna, 1884 - 1886 )
- Alexius Meinong (Vienna, 1875 - 1878)
- Christian von Ehrenfels
- Kazimierz Twardowski (Vienna, 1885 - 1889)
- Anton Marty (Würzburg, 1866 - 1870)
- Alois Höfler
- Benno Kerry
- Tomáš Masaryk
- Sigmund Freud

## Diffusione
I discepoli di Brentano furono a loro volta fondatori di scuole e movimenti:
- Steiner fondò la "scienza dello spirito" o antroposofia.
- Stumpf fu maestro di Aron Gurwitsch e divenne il fondatore della Scuola di Berlino (Max Wertheimer, Kurt Koffka, Wolfgang Köhler)
- Husserl fondò la fenomenologia, influenzando:
  - la fenomenologia di Monaco (Johannes Daubert, Adolf Reinach, Alexander Pfänder)
  - la fenomenologia esistenzialista (Jean-Paul Sartre, Maurice Merleau-Ponty e Martin Heidegger)
- Meinong fondò la Scuola di Graz, influenzando tra gli altri Stephan Witasek, Alois Höfler, Vittorio Benussi e Bertrand Russell.
- Christian von Ehrenfels è famoso per aver introdotto la nozione di Gestalt, che fu alla base della psicologia della Gestalt
- Twardowski fu il maestro di Tadeusz Kotarbiński e divenne il "padre della logica Polacca" come fondatore della scuola di Lvov-Varsavia (Jan Łukasiewicz, Kazimierz Ajdukiewicz e Alfred Tarski)
- Marty e il suo discepolo Karl Bühler svilupparono una dettagliata teoria del linguaggio, la quale influenzò Reinach (che sviluppò una teoria di atti linguistici molto prima di John Austin).

Anche studiosi quali Bertrand Russell, Roderick Chisholm, George Edward Moore, Gilbert Ryle, John Searle, Barry Smith, Kevin Mulligan, Peter Simons, Jan Wolenski hanno propagato l'influenza di Brentano nella filosofia analitica attraverso le loro ricerche, edizioni e pubblicazioni.

## Influenza
Attraverso le opere e gli insegnamenti dei suoi discepoli, la filosofia di Brentano si è diffusa in tutto il mondo e ha influenzato moltissime discussioni e ricerche nella filosofia, nelle scienze cognitive e nella filosofia della mente contemporanee.

### Testimonianze
(Albertazzi 2001)
(Smith 2006)